# Aeneas Silvius (Sohn des Silvius)
Aeneas Silvius war in der römischen Mythologie ein Nachkomme von Aeneas und dritter König von Alba Longa. 
In der Liste der Könige von Alba Longa des Ovid erscheint er nicht, bei Livius und Dionysios von Halikarnassos ist sein Vorgänger sein Vater Silvius.
Er regierte 31 Jahre lang. Legt man die von Dionysios von Halikarnassos angegebenen Regierungszeiten mit einer Rückrechnung vom traditionellen Jahr der Gründung Roms zugrunde, so entspricht das den Jahren 1112 bis 1081 v. Chr.
Sein Nachfolger war Latinus Silvius.